# Balitora burmanica
Balitora burmanica är en fiskart som beskrevs av Hora 1932. Balitora burmanica ingår i släktet Balitora och familjen grönlingsfiskar. IUCN kategoriserar arten globalt som livskraftig. Inga underarter finns listade.